# NANASE AIKAWA BEST ALBUM "ROCK or DIE"
『NANASE AIKAWA BEST ALBUM "ROCK or DIE"』（ナナセ・アイカワ・ベスト・アルバム ロック・オア・ダイ）は、相川七瀬3枚目のベスト・アルバム。2010年2月16日リリース。

## 解説
デビュー15周年記念として相川の誕生日にリリースされた歴代シングル収録シングル・コレクション的アルバム（「Heat of the night」「Round ZERO〜BLADE BRAVE」「UNLIMITED」の3曲、DVDでは「世界はこの手の中に」「NO FUTURE」の2曲が未収録）。7777に価格設定されたCD28曲収録・DVD26曲収録の初回生産限定メモリアル盤（2CD＋2DVD＋Tシャツ）、メモリアル盤収録曲からファンが選曲した16曲のリクエスト盤（CD+DVD）、リクエスト通常盤（CD）の3形態でリリース。メモリアル盤はオリコンではDVDランキングにランクインし、リクエスト盤はCDランキングにランクインした。

## 収録曲

### メモリアル盤

#### CD DISC 1
1. 夢見る少女じゃいられない (4:18)
  - 作詞・作曲・編曲：織田哲郎

1stシングル
2. バイバイ。 (4:38)
  - 作詞・作曲・編曲：織田哲郎

2ndシングル
3. LIKE A HARD RAIN (3:58)
  - 作詞：相川七瀬・織田哲郎　作曲・編曲：織田哲郎

3rdシングル
4. BREAK OUT! (4:13)
  - 作詞・作曲・編曲：織田哲郎

4thシングル
5. 恋心 (4:01)
  - 作詞・作曲・編曲：織田哲郎

5thシングル
6. トラブルメイカー (4:05)
  - 作詞・作曲・編曲：織田哲郎

6thシングル
7. Sweet Emotion (5:08)
  - 作詞：相川七瀬・織田哲郎　作曲・編曲：織田哲郎

7thシングル
8. Bad Girls (4:43)
  - 作詞：相川七瀬・織田哲郎　作曲・編曲：織田哲郎

8thシングル
9. 彼女と私の事情 (5:02)
  - 作詞：相川七瀬・織田哲郎　作曲・編曲：織田哲郎

9thシングル
10. Nostalgia (4:45)
  - 作詞：相川七瀬・織田哲郎　作曲・編曲：織田哲郎

10thシングル。シングルバージョンとは若干異なるバージョン（3rdアルバム『crimson』と同じバージョン）を収録。
11. Lovin' you (5:30)
  - 作詞：相川七瀬　作曲・編曲：織田哲郎

11thシングル
12. COSMIC LOVE (5:27)
  - 作詞：相川七瀬・織田哲郎　作曲・編曲：織田哲郎

12thシングル
13. 世界はこの手の中に (5:20)
  - 作詞：相川七瀬・織田哲郎　作曲・編曲：織田哲郎

13thシングル「世界はこの手の中に／Heat of the night」の1曲目。
14. Jealousy (5:02)
  - 作詞：相川七瀬　作曲・編曲：織田哲郎

14thシングル

#### CD DISC 2
1. China Rose  (5:00)
  - 作詞：相川七瀬　作曲・編曲：織田哲郎

15thシングル
2. midnight blue (3:52)
  - 作詞：相川七瀬・布袋寅泰　作曲・編曲：布袋寅泰

16thシングル
3. SEVEN SEAS (5:29)
  - 作詞：相川七瀬・布袋寅泰　作曲・編曲：布袋寅泰

17thシングル
4. NO FUTURE (5:51)
  - 作詞：相川七瀬・布袋寅泰　作曲：布袋寅泰　編曲：KANAME

18thシングル
5. 〜dandelion〜 (4:49)
  - 作詞：相川七瀬・織田哲郎　作曲・編曲：織田哲郎

19thシングル
6. 終わりない夢 (4:44)
  - 作詞：相川七瀬　作曲：柴崎浩　編曲：KANAME

20thシングル
7. 六本木心中 (5:41)
  - 作詞：湯川れい子　作曲：NOBODY　編曲：織田哲郎

21stシングル。アン・ルイスのカバー。
8. Shock of Love (5:15)
  - 作詞：大黒摩季　作曲・コーラスアレンジ：織田哲郎　編曲：I.N.A

22ndシングル
9. R-指定 (3:29)
  - 作詞：相川七瀬　作曲：yasu　編曲：小池敦・岡野ハジメ

23rdシングル
10. 愛ノ詩 -マジェンタレイン- (5:55)
  - 作詞：相川七瀬　作曲：高田由紀子　編曲：Pixy & Brownnie with 岡野ハジメ

24thシングル
11. 万華鏡 (4:54)
  - 作詞：相川七瀬　作曲：柴崎浩　編曲：小西貴雄

26thシングル「万華鏡／UNLIMITED」の1曲目。
12. 限りある響き (5:39)
  - 作詞：相川七瀬　作曲：高田由紀子　編曲：羽毛田丈史

27thシングル
13. EVERYBODY GOES (4:01)
  - 作詞：相川七瀬　作曲：有原雅人　編曲：D.I.E.、岡野ハジメ

28thシングル
14. tAttoo (3:49)
  - 作詞：あさのますみ・織田哲郎　作曲・編曲：織田哲郎

29thシングル

#### DVD DISC 1
1. 夢見る少女じゃいられない
2. バイバイ。
3. LIKE A HARD RAIN
4. BREAK OUT!
5. 恋心
6. トラブルメイカー
7. Sweet Emotion
8. Bad Girls
9. 彼女と私の事情
10. Nostalgia
11. Lovin' you
12. COSMIC LOVE
13. Jealousy

#### DVD DISC 2
1. China Rose
2. midnight blue
3. SEVEN SEAS
4. 〜dandelion〜
5. 終わりない夢
6. 六本木心中
7. Shock of Love
8. R-指定
9. 愛ノ詩 -マジェンタレイン-
10. 万華鏡
11. 限りある響き
12. EVERYBODY GOES
13. tAttoo

### リクエスト盤

#### CD
1. 夢見る少女じゃいられない (4:18)
1stシングル
2. バイバイ。 (4:38)
2ndシングル
3. LIKE A HARD RAIN (3:58)
3rdシングル
4. BREAK OUT! (4:13)
4thシングル
5. 恋心 (4:01)
5thシングル
6. トラブルメイカー (4:05)
6thシングル
7. Sweet Emotion (5:08)
7thシングル
8. Bad Girls (4:43)
8thシングル
9. 彼女と私の事情 (5:02)
9thシングル
10. Nostalgia (4:45)
10thシングル
11. Lovin' you (5:30)
11thシングル
12. midnight blue (3:52)
16thシングル
13. SEVEN SEAS (5:29)
17thシングル
14. 六本木心中 (5:41)
21stシングル
15. Shock of Love (5:15)
22ndシングル
16. tAttoo (3:49)
29thシングル

#### DVD
1. 夢見る少女じゃいられない
2. バイバイ。
3. LIKE A HARD RAIN
4. BREAK OUT!
5. 恋心
6. トラブルメイカー
7. Sweet Emotion
8. Bad Girls
9. 彼女と私の事情
10. Nostalgia
11. Lovin' you
12. midnight blue
13. SEVEN SEAS
14. 六本木心中
15. Shock of Love
16. tAttoo

### リクエスト通常盤
1. 夢見る少女じゃいられない (4:18)
2. バイバイ。 (4:38)
3. LIKE A HARD RAIN (3:58)
4. BREAK OUT! (4:13)
5. 恋心 (4:01)
6. トラブルメイカー (4:05)
7. Sweet Emotion (5:08)
8. Bad Girls (4:43)
9. 彼女と私の事情 (5:02)
10. Nostalgia (4:45)
11. Lovin' you (5:30)
12. midnight blue (3:52)
13. SEVEN SEAS (5:29)
14. 六本木心中 (5:41)
15. Shock of Love (5:15)
16. tAttoo (3:49)